# Landschaftspark Duisburg-Nord

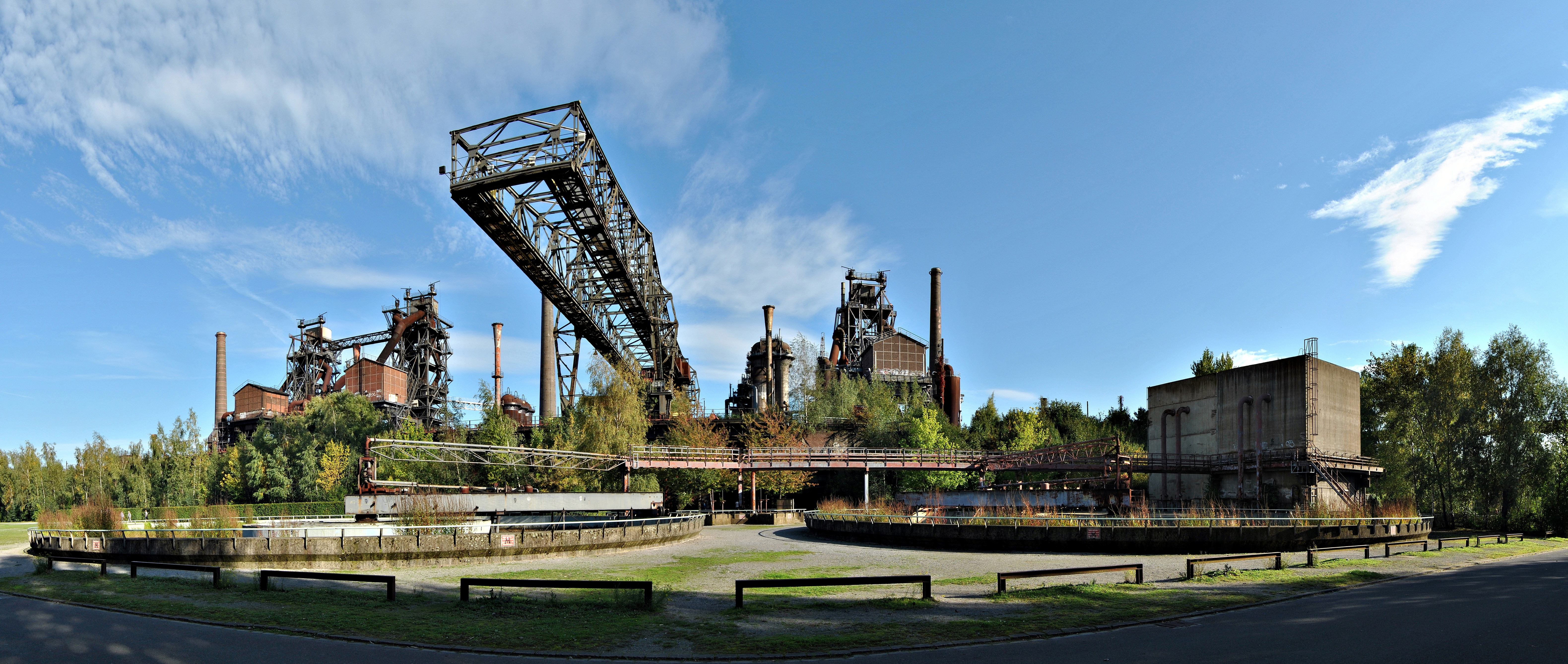
Algunas de las estructuras más importantes en Landschaftspark Duisburg-Nord

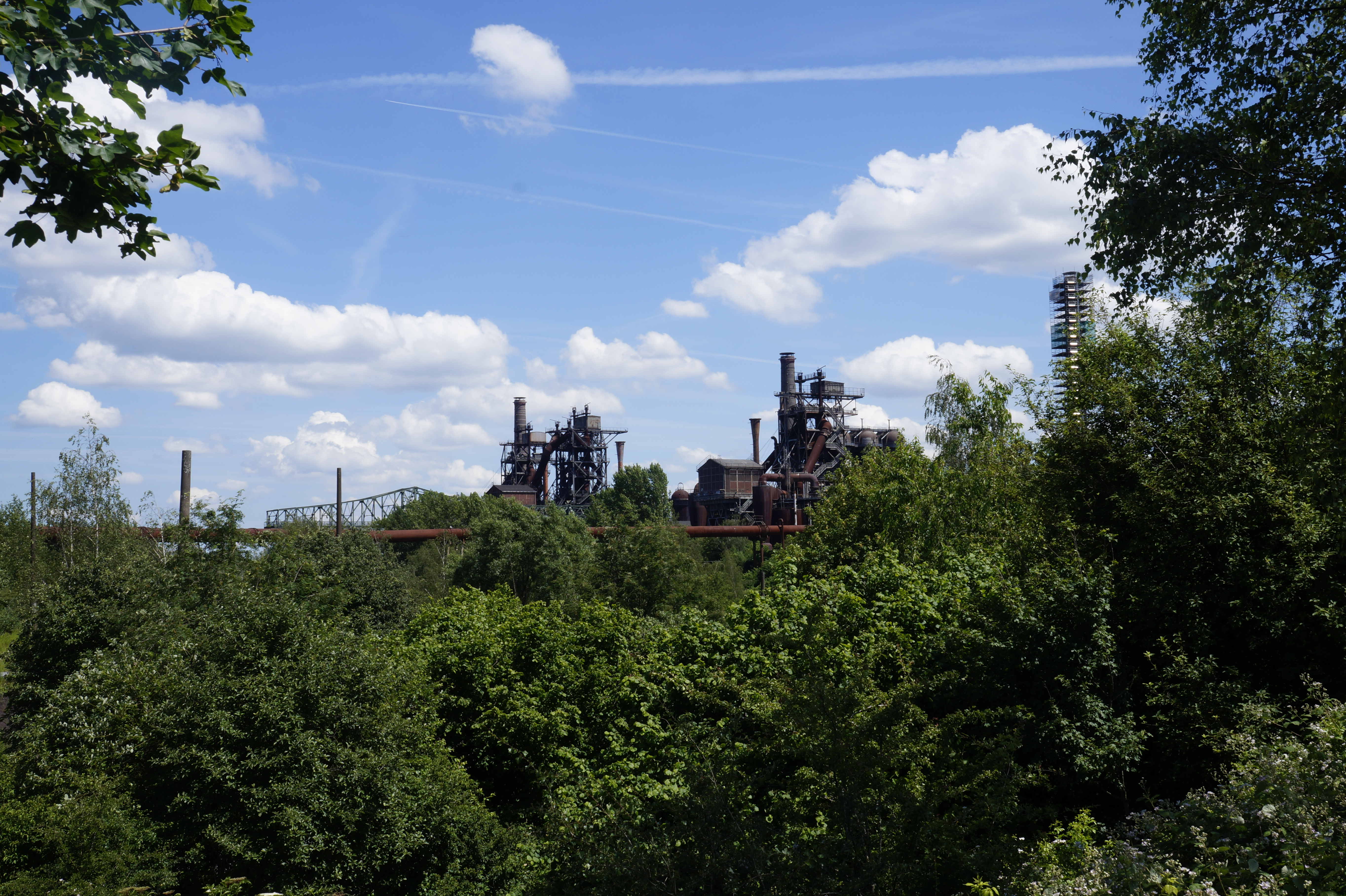
hornos

Landschaftspark es un parque público localizado en  Duisburg-Meiderich, Alemania.
Fue diseñado en 1991 por Peter Latz, con la intención que funcione para ayudar a entender el pasado industrial, en lugar de rechazarlo. El parque se asocia estrechamente con el uso anterior del lugar: una planta de producción de acero y carbón (abandonado en 1985, dejando el área significativamente contaminada) y la tierra agrícola que había sido antes de mediados del siglo XIX.

## Concepción y creación
El concurso de ideas convocado en 1991 decidiría cómo acometer la experiencia paisajística sobre la memoria de este suelo. El arquitecto y paisajista alemán Peter Latz fue el elegido para desarrollar un proyecto relacionado con la idea de recuperación del trazado del río Emscher, un espacio amenazado por el abandono.
El diseño de Peter Latz era significativo, porque intento preservar tanto tanto como sea posible del sitio existente (Diedrich, 69). A diferencia de sus competidores, Latz reconoció el valor de la condición actual del sitio (Weilacher, 106). Dejó que las tierras contaminadas permanecieran en el sitio y ser remediadas a través de fitorremediación, y apartó tierras con alta toxicidad en los búnkeres/búnkeres existentes. Él también uso nuevos usos para muchas de las estructuras viejas, y transformó las alcantarillas en un método limpiador para el sitio.

## Diseño

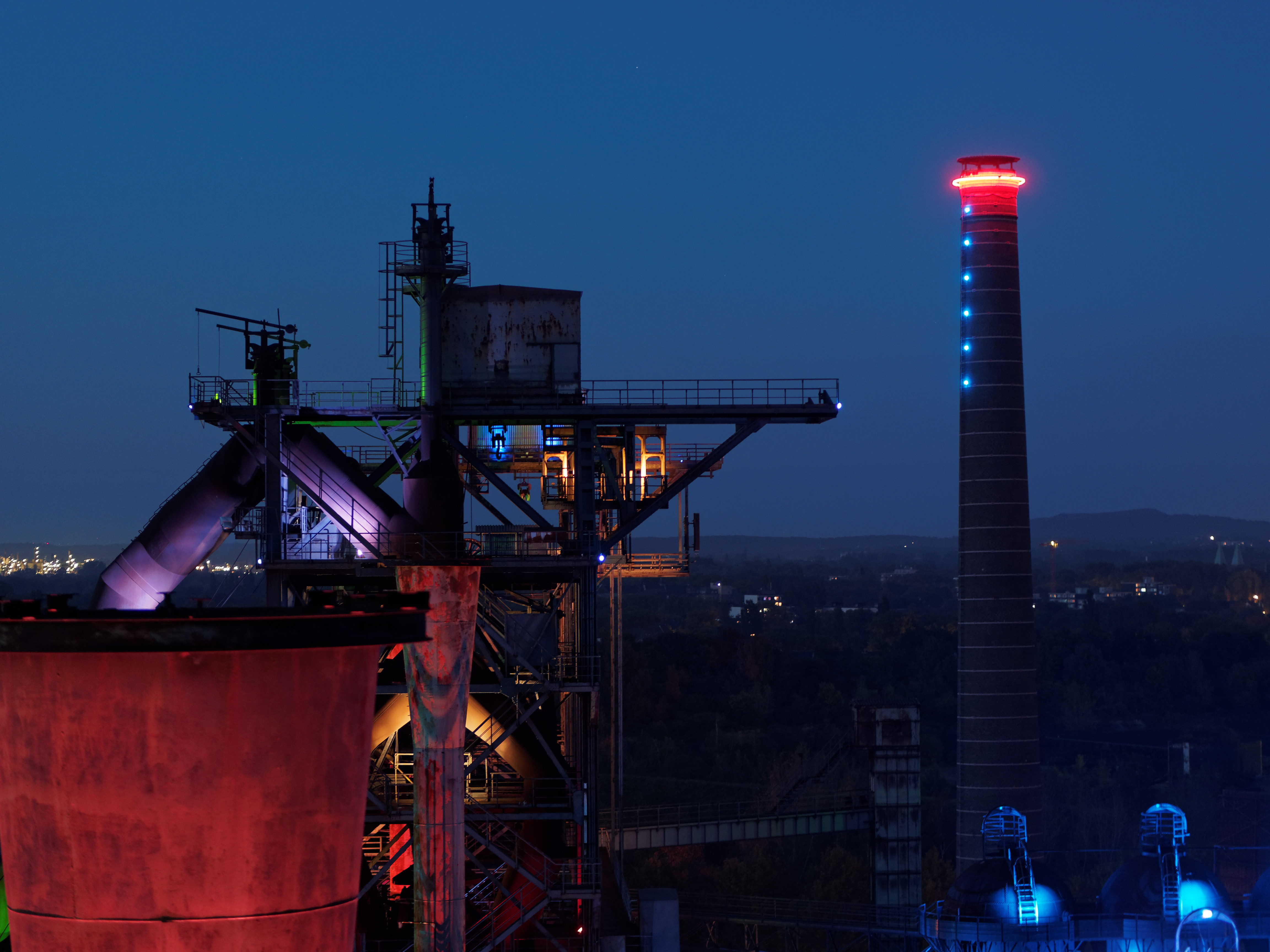
Instalaciones de luz por Jonathan Parque

El parque está dividido en diferentes áreas, cuyas fronteras fueron cuidadosamente desarrolladas por condiciones existentes (por ejemplo, cómo el sitio había sido dividido por carreteras y ferrocarriles existentes, el tipo de plantas que habían empezado a crecer en cada área, etc.). Este patrón poco a poco fue juntado por una serie de caminos y canales, cuales estuvieron colocados según el ferrocarril viejo y sistema de alcantarillas. Mientras cada pieza retiene su carácter, también crea un diálogo con el sitio que lo rodea. Dentro del complejo principal, Latz enfatizó elementos programáticos específicos: los búnkeres/búnkeres concretos crean un espacio para una serie de jardines íntimos, los tanques de gas viejos se han convertido en piscinas para scuba buzos, las paredes concretas están utilizadas por escaladores de rock, y uno de los sitios más centrales de la fábrica, el medio del molino de acero anterior, había sido hecho a un piazza. Cada uno de estos espacios utiliza elementos para dejar para una lectura especifica del tiempo.
El sitio fue diseñado con la idea que un abuelo, quién pudo haber trabajado en la planta, podría andar con sus nietos, explicándoles lo que el hacia y el uso de la maquinaria. En Landschaftspark, la memoria era central al diseño. Varios autores han dirigido las maneras en qué la memoria puede informar el visitante de un sitio, un concepto que prevaleció durante el Posmodernismo.

### Importancia de la memoria

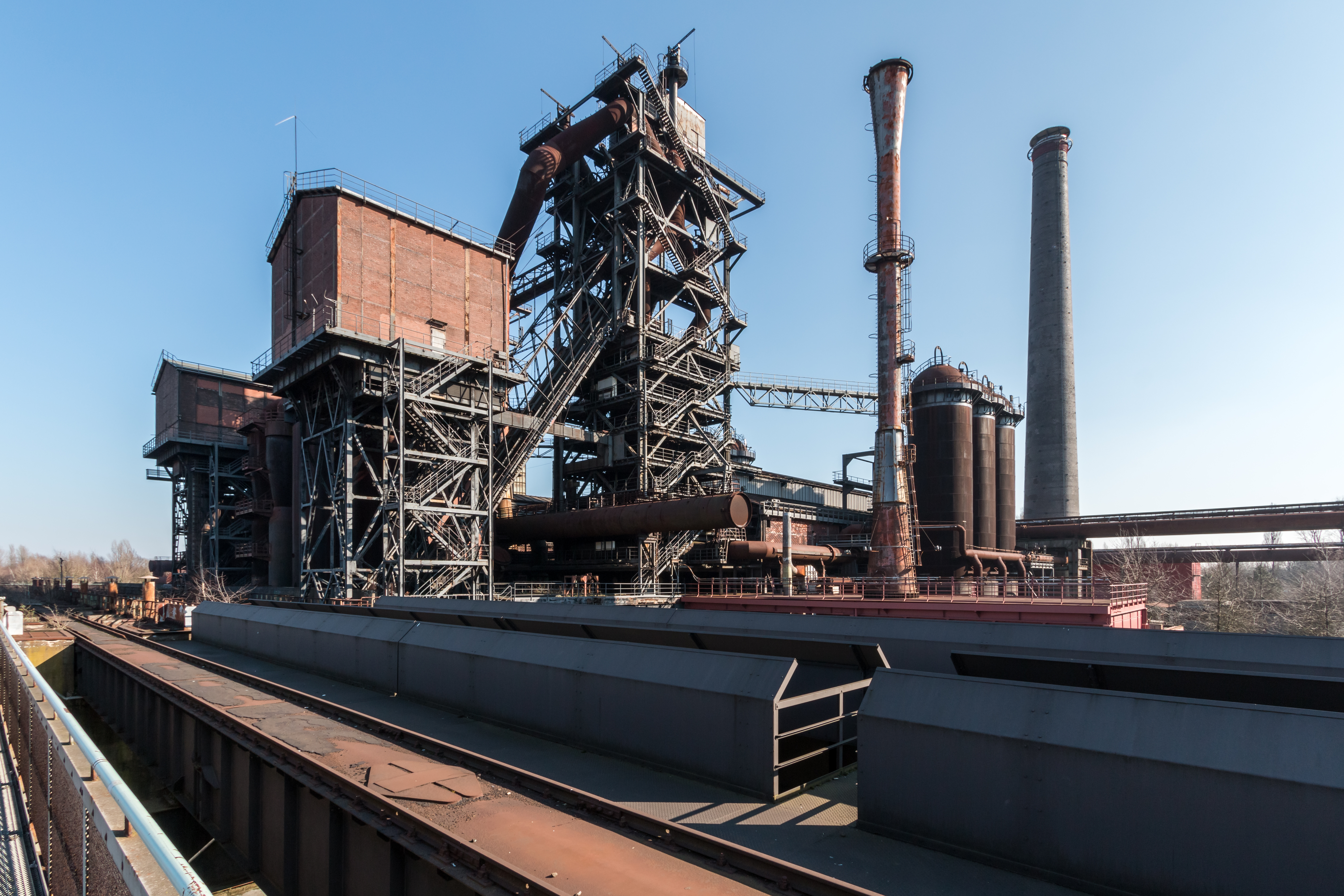
Horno alto 2

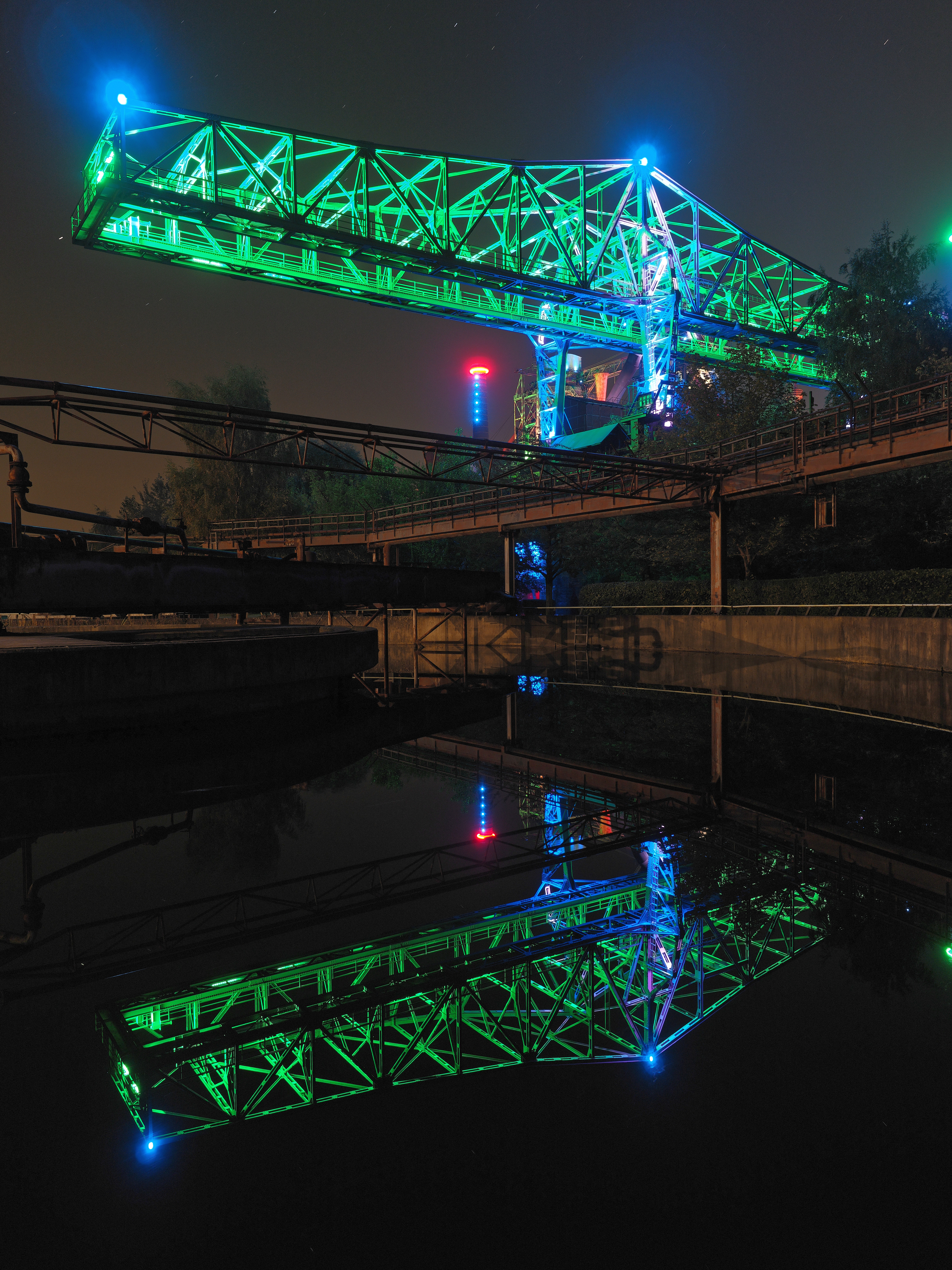
Puente de cargo

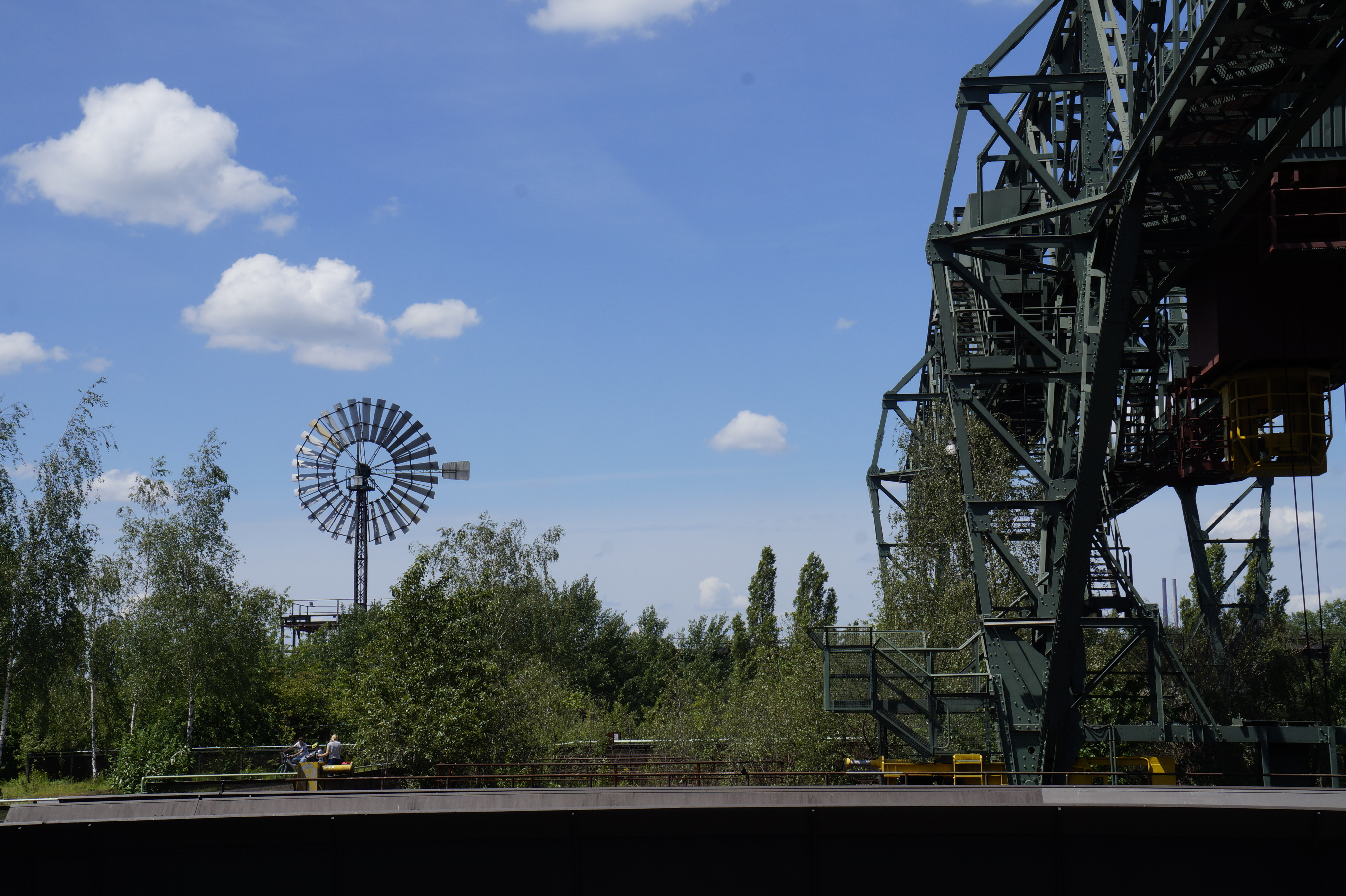
Landschaftspark Duisburg-Nord-1

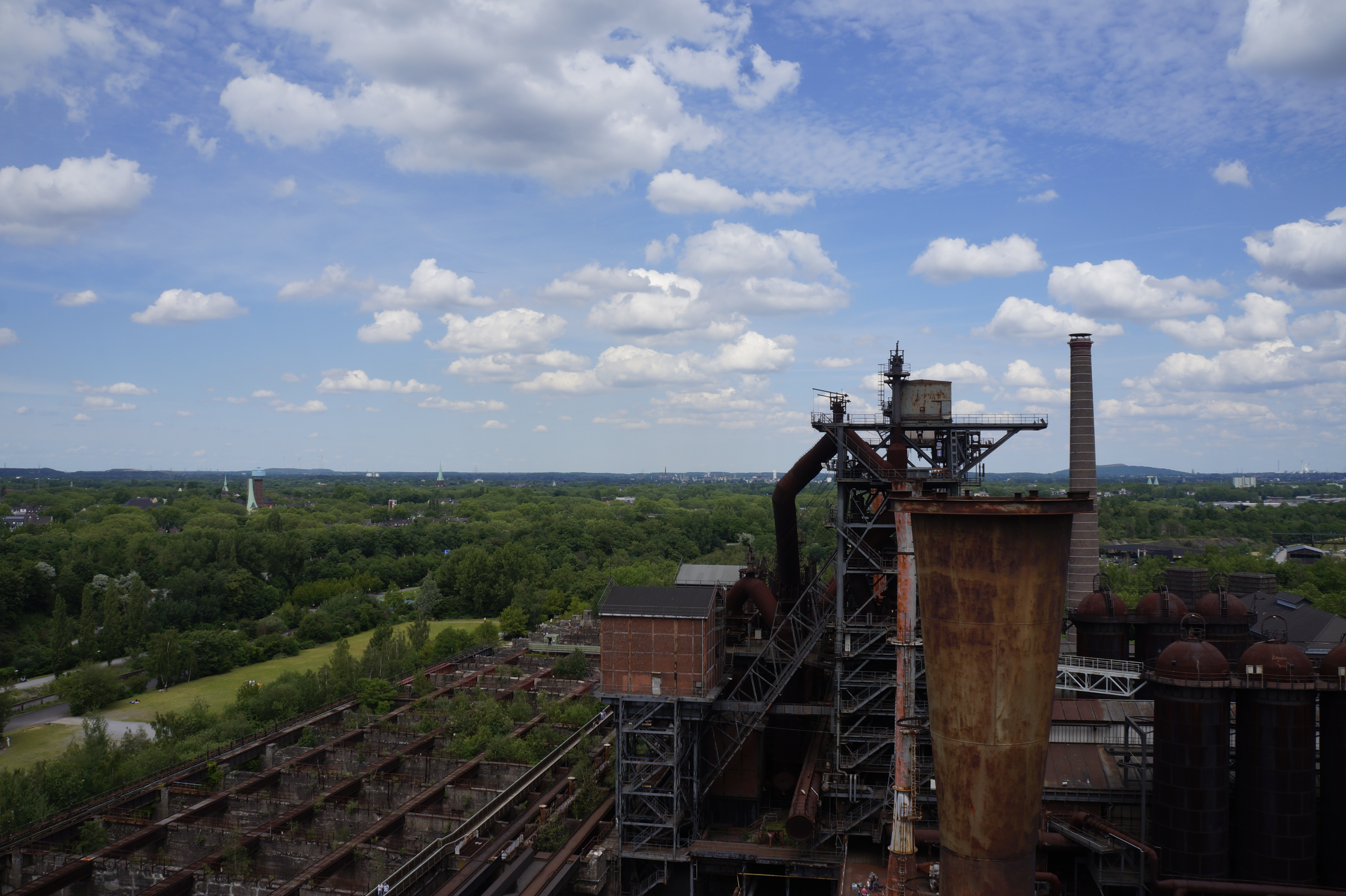

La memoria ha re-emergido un aspecto importante del diseño, y ha sido dirigido por autores como Sebastien Marot, Frances Yates, Robert Smithson, y Peter Latz mismo. Para ellos, la memoria no es igual a preservación en cambio tiene una calidad transitoria. Implica un re-representación o entendiendo del pasado, mientras memorias constantemente cambian mientras uno experimenta la vida. Marot cree que la memoria de un sitio tendría que ser utilizada como estrategia de diseño, como muestra profundidad y un proceso de conexión. El argumento de Yates' para la importancia de la memoria sale de su preocupación que la arquitectura se ha convertido demasiada uniforme, sacando el particularities de un sitio. Estas idiosincrasias tienen una historia con el arte de memoria cual usa los principios de asociación con sitios. La aserción de Smithson, en su artículo “Una Visita de los Monumentos de Passaic,” es similar, en que la memoria recuerda el pasado pero en una manera que lo aplica a cosas nuevas. Finalmente, Latz reclama que las interrelaciones tienen que ser hechas concretamente y visibles y que el espectador creará su cuadro propio de un sitio, no el diseñador (Latz, 94, 96).
Estas ideas de memoria abarcan Landschaftspark. Una serie de caminos en los múltiples niveles conectan los sitios alrededor del proyecto, permitiendo a los visitantes construir sus experiencias propias. Estos sitios incluyen los jardines de búnker, donde el jardín de helechos está localizado. Este jardín fue formado utilizando lazos de ferrocarril junto con otros ubicados en el sitio, el cual podría recordar a alguien del ferrocarril viejo que es ahora una entrada al parque. Es similar a la manera que el ensayo de Smithson, “Una Visita de los Monumentos de Passaic,” incorpora elementos del pasados para dar significado a cosas del presente (Marot, 42). Andando por del jardín, la memoria de un individual puede ser encendida cuándo vean los lazos de ferrocarril típicos. Esto entonces podría revelar conexiones nuevas, mientras que los lazos de ferrocarril ocupan un espacio diferente que las líneas largas de cual son típicamente asociados.
La alcantarilla, que se creía estar en la misma ubicación como el Río ‘Viejo Emscher,' no podría quedar como exista en el sitio, y fue colocado subterraneamente (Diedrich, 73). Un canal nuevo ha tomado el lugar de la alcantarilla, pero ahora está lleno con ague fresca. En vez de crear un camino de agua “natural," este canal nuevo, el Río Emscher, se mantuvo recto como el canal anterior. El canal ayuda a uno a entender los procesos de agua y cambios en el tiempo. Los marcadores hechos por montones de tierra (estos también rompen la forma de la alcantarilla) dejan que la profundidad del agua para ser leída por el visitante al sitio. Aquí el visitante es capaz de entender en una base estacional el proceso del sitio y marcar su experiencia del parque por la altura del agua.
Finalmente, Piazza Metallica también trabaja con ideas de temporalidad y memoria: los arquitectos de paisaje tomaron 49 platos de acero que anteriormente alinearon las fosas de fundición en el sitio (Diedrich, 70) y fueron instaladas para marcar un sitio creciente, destinado para acontecimientos y rendimientos. Aun así, los platos de acero no se les esperan durar; más bien, se erosionarán y deteriorarán gradualmente, retratando los procesos naturales que ocurren en el sitio (Steinglass, 129). De una manera, este piazza representa el sitio globalmente: a medida que este acero se descompone (como el otro acero en el sitio), más hierba crecerá entre ellos. Las plantas finalmente llenarán el espacio, con los restos del acero enmohecido entre él.

## Precursores de Landschaftspark
Peter Latz obtuvo sus primeras experiencias importantes en tratar sitios industriales abandonados en 1985, cuándo diseñando la "Isla de Puerto", un parque público en un sitio de puerto destruido en Saarbrücken (Weilacher, 82). Aun así, el concepto de rehacer un sitio industrial no es nuevo. Más bien, varios arquitectos de paisaje han trabajado dentro de este reino. Trabajos como los de Alphand Parc des Buttes Chaumont cuales fueron construido en las canteras viejas no esconden el pasado del sitio, sino trabajan para cumplirlos. El Parque de Trabajos Gasistas de Richard Haag en Seattle era un predecesor importante al Landschaftspark. En lugar de quitar la fábrica de gas, el diseño dejó partes de él para que se quedaron en el sitio y creó motones donde la tierra era remediada, para que las personas entendieran el proceso de cambio. Peter Latz, toma estas ideas y les empuja más allá cuando  utiliza materiales en el sitio para mostrar su naturaleza transitoria cuando  cambian y descomponer, transformando a algo más. Landschaftspark En Duisburg Nord tuvo una intención clara de utilizar el sitio para desarrollar su programa. Dentro de este contexto, cada programmatic el elemento está dado una identidad concreta  que ilustra tiempo, mientras mostrando cambio en maneras diferentes. Cada visitante está dejado para experimentar el parque en su manera propia y crear su historia propia. Marot Explica que cuando el visitante es capaz de experimentar “lecturas ambivalentes de sitio,” su memoria será chispeada en manera nueva, dándole al sitio más profundidad (86). Marot Acaba su libro, Arquitectura y el Arte de Memoria, por insistir, “los territorios tienen que ser profundizados” para proporcionar sitios donde la memoria puede ser adoptada para necesidades culturales. Latz ha trabajado para hacer este en Duisburg Nord en muchas maneras (Weilacher, 102) y  ha sido declarado como altamente parque cultural exitoso (Steinglass, 129).

## Los trabajos citados
- Diedrich, Lisa.  “Ninguna Política, Ningún Parque: El Duisburg-Nord Modelo.”  Topos: Revista de Paisaje europeo, núm. 26 (1999):  69 @– 78.
- “Duisburg Parque de Paisaje del norte.”  Anthos, 31.3 (1992):  27 @– 32.
- Marot, Sebastien, y Asociación Arquitectónica. Sub-Urbanism Y el Arte de Memoria. Londres: Architectectural Asociación, 2003.
- Latz, Peter. "La Idea de Hacer el tiempo Visible." Topos 33 (2000): 94 - 99. "Landschaftspark Duisburg-Nord."  <http://www.landschaftspark.de>.
- Leppert, Stephan.  “Peter Latz: Landschaftspark Duisburg-Nord, Germania.”  Domus, núm. 802 (1998):  32 @– 37.
- Steinglass, Mate.  “La Máquina en el Jardín.”  Metrópoli 20.2 (2000):  126 @– 131, 166 - 167
- Yates, Frances Un.  “Arquitectura y el Arte de Memoria.”  Diseño arquitectónico 38  (diciembre 1968): 573 @– 578.
- Weilacher, Udo (2008): Sintaxis de Paisaje. La Arquitectura de Paisaje por Peter Latz y Socios. Basel Boston de Berlín: Birkhauser Editor.
- Technische Universität München, Silla para Arquitectura de Paisaje y Paisaje Industrial LAI (Ed.): Aprendizaje de Duisburg Nord. München 2009,
- Tate, Alan. "La ciudad grande Aparca" Spon Prensa, Londres, (2001)